# Station Rotterdam Bergweg
Station Rotterdam Bergweg is een gesloten spoorwegstation aan de Hofpleinlijn in Rotterdam. Het ligt op het Hofpleinviaduct boven de kruising met de Bergweg in de deelgemeente Noord.

## Historie
Het eerste station aan de Bergweg werd in 1906-1907 gebouw en opende op 1 oktober 1908 met de opening van de ZHESM lijn. In die tijd lag het station op de grens van de stad en het landelijke gebied, want de wijk Bergpolder en Liskwartier waren nog niet aangelegd. De officiële benaming was toen nog "Halte Bergweg", wat pas in 1955 veranderde in station "Rotterdam Bergweg."

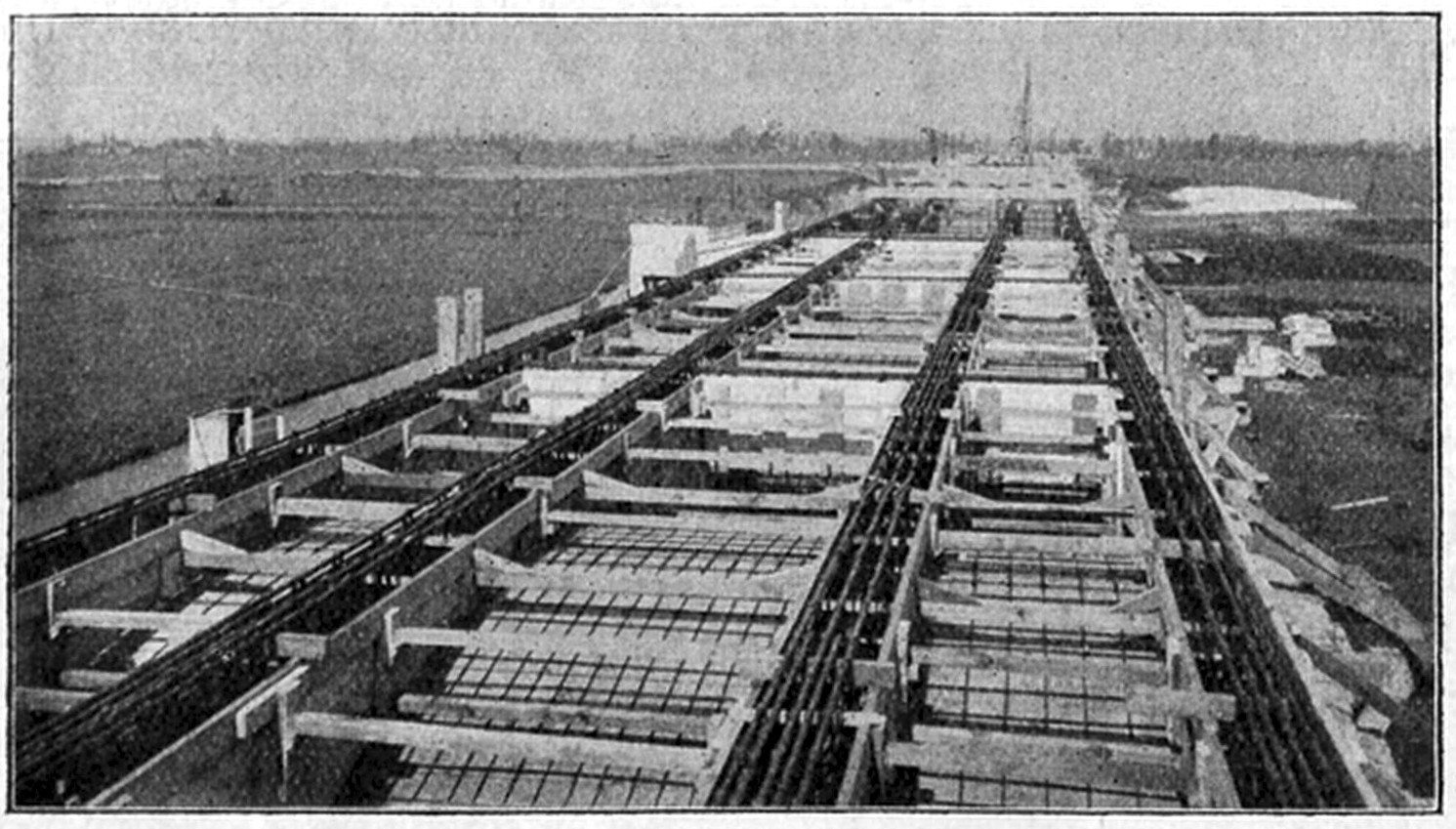
Aanleg verhoogde spoorlijn bij Bergweg, 1907
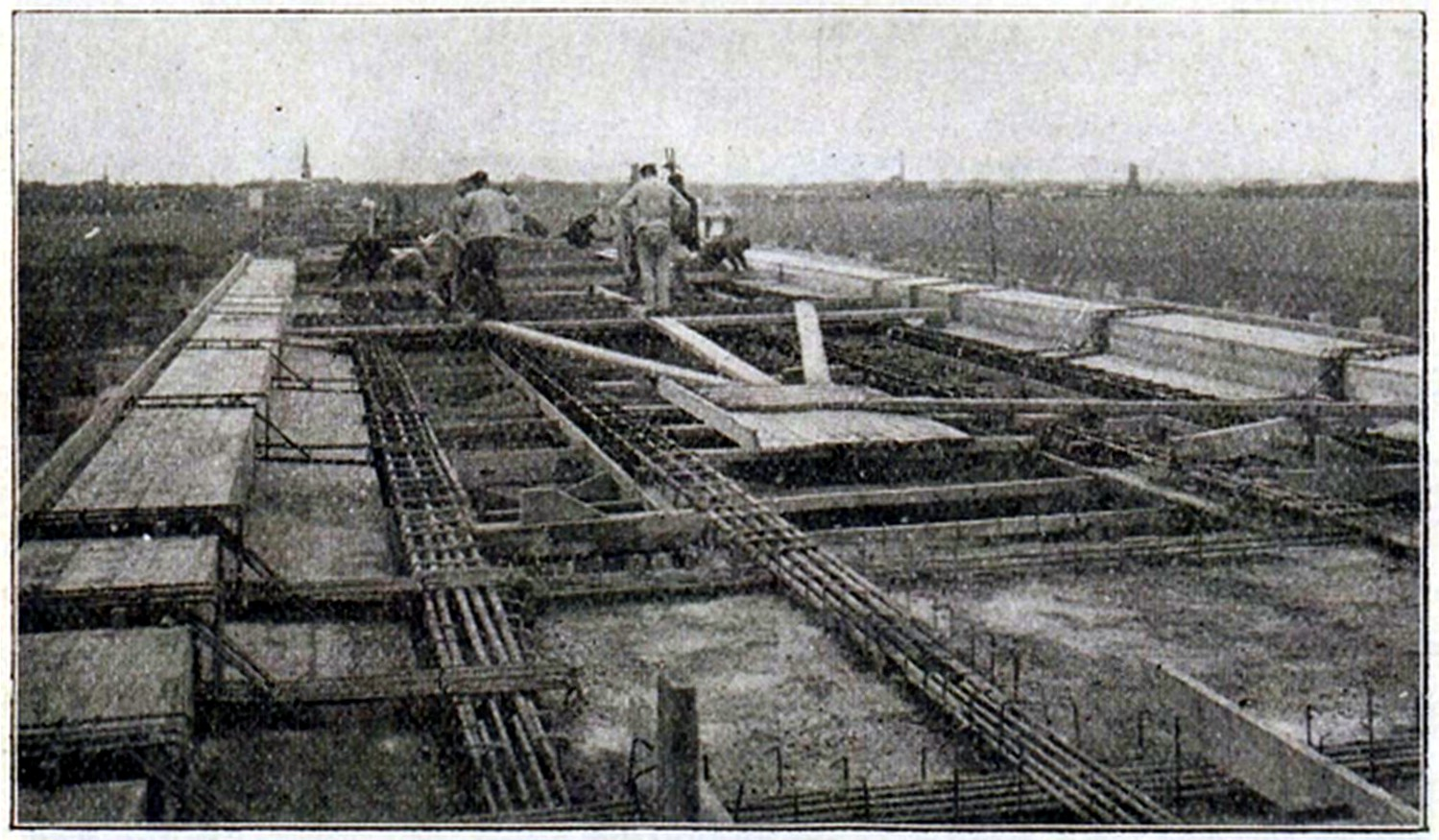
Viaduct Bergweg met straatoverspanning en trottoirs, 1907
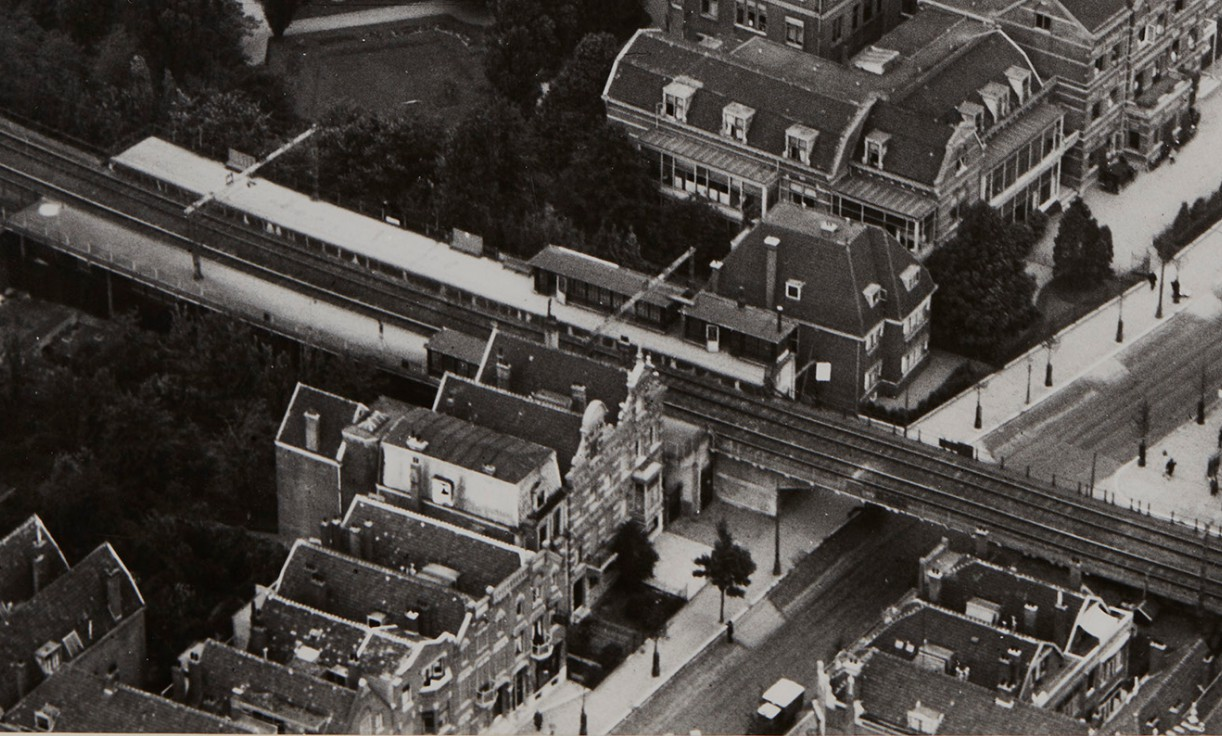
Verhoogde spoorlijn en station in 1927
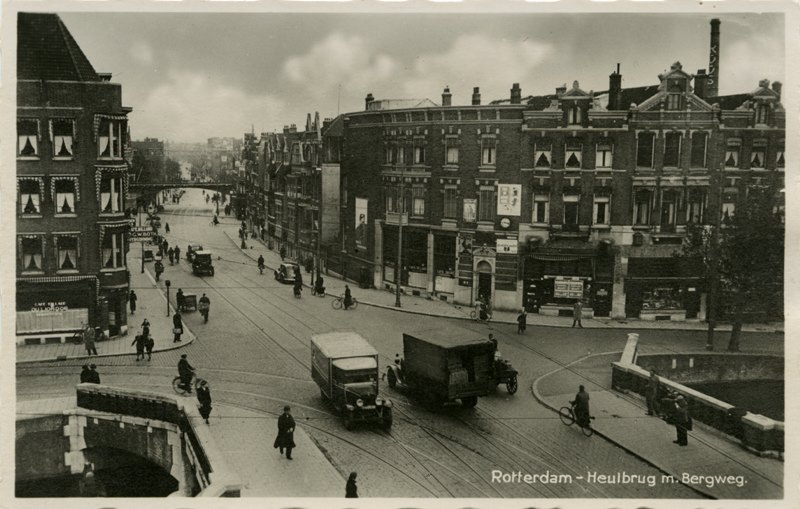
Bergweg vanaf Schiekade met ingang Halte Bergweg, 1938

Het opvolgende stationsgebouw, naar ontwerp van Sybold van Ravesteyn werd geopend in 1960. Het station had oorspronkelijk twee perrons, maar alleen spoor 1 en het daaraan gelegen oostelijke perron was de laatste jaren nog in gebruik. Van Rotterdam Bergweg vertrok tot 3 juni 2006 ieder half uur een stoptrein naar Den Haag Centraal en een stoptrein naar Rotterdam Hofplein. Het linkerspoor, spoor 2, was daarbij al jaren niet meer in gebruik.

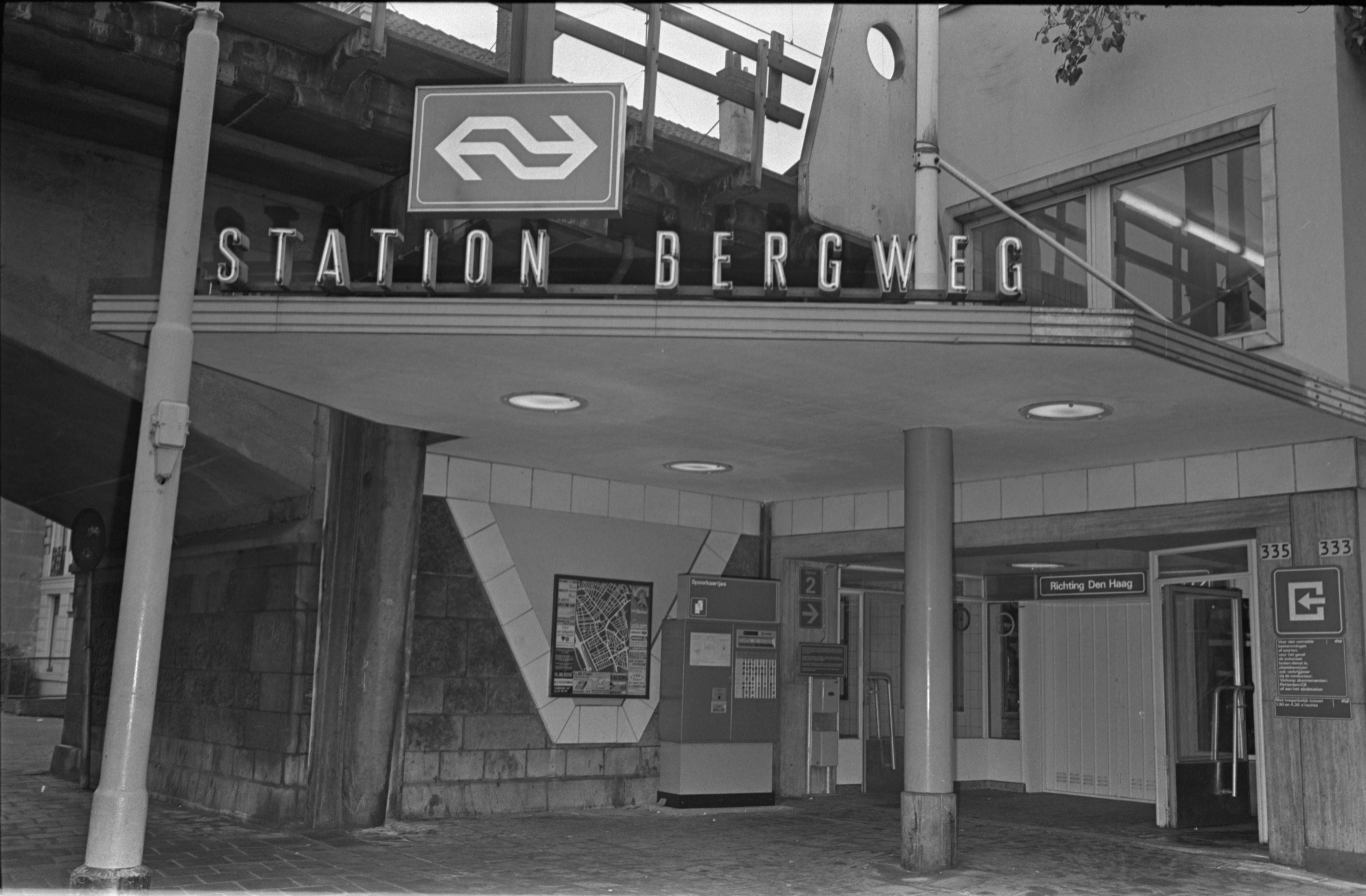
Ingang met kaartjesautomaat, 1973
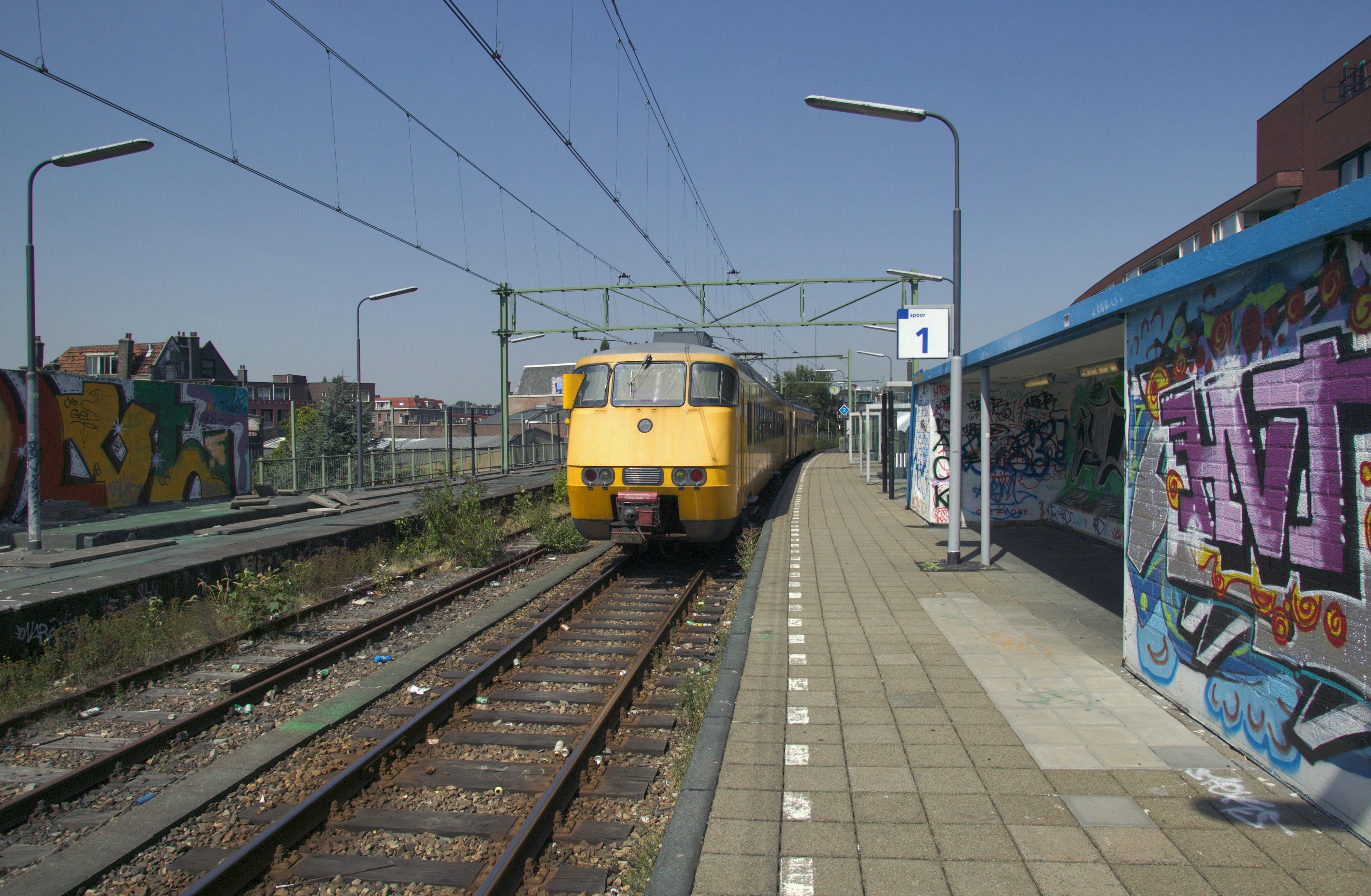
Sprinter op spoor 1 te Bergweg in 2003.
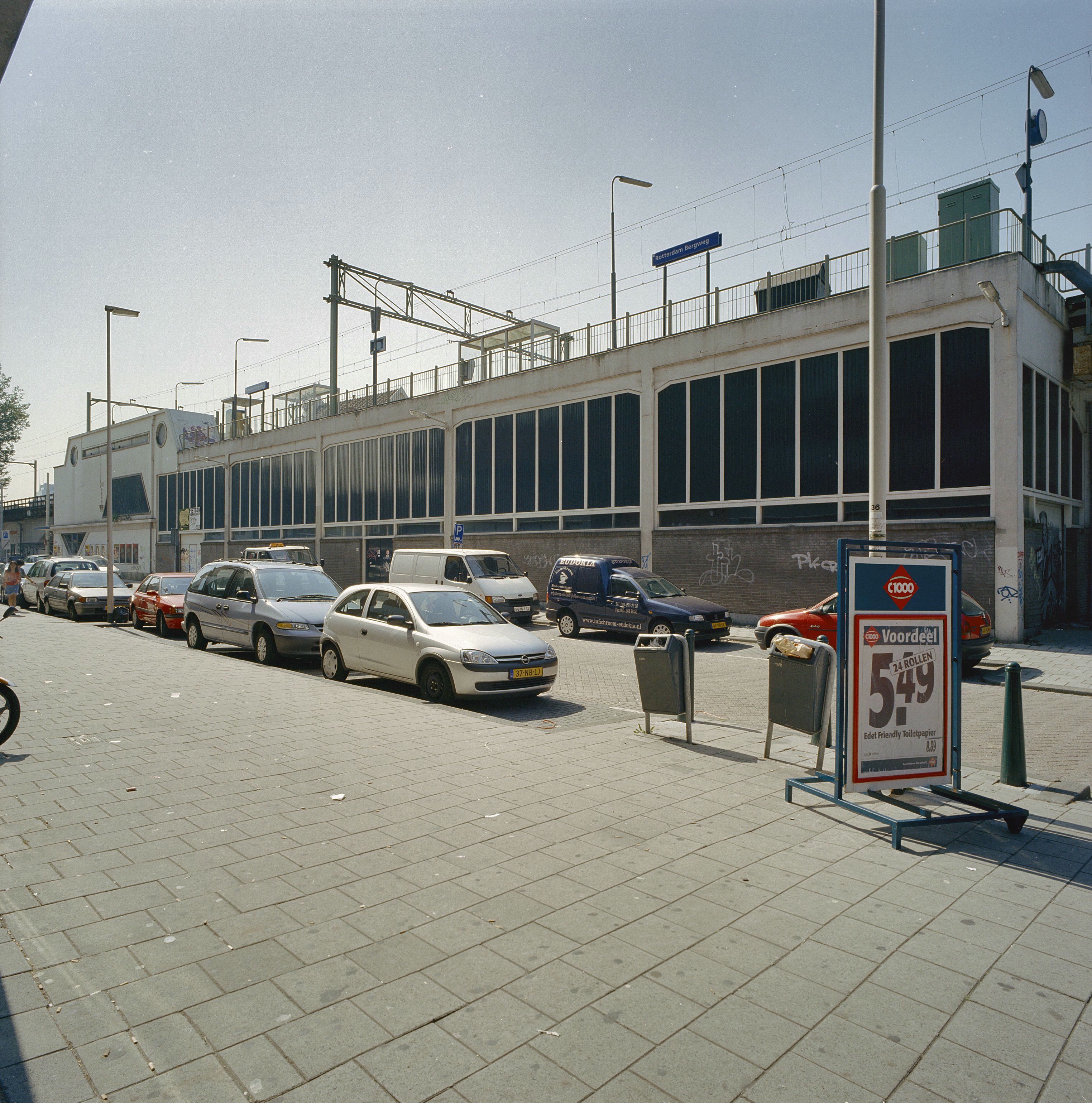
Stationspand aan Voorburgstraat, 2003
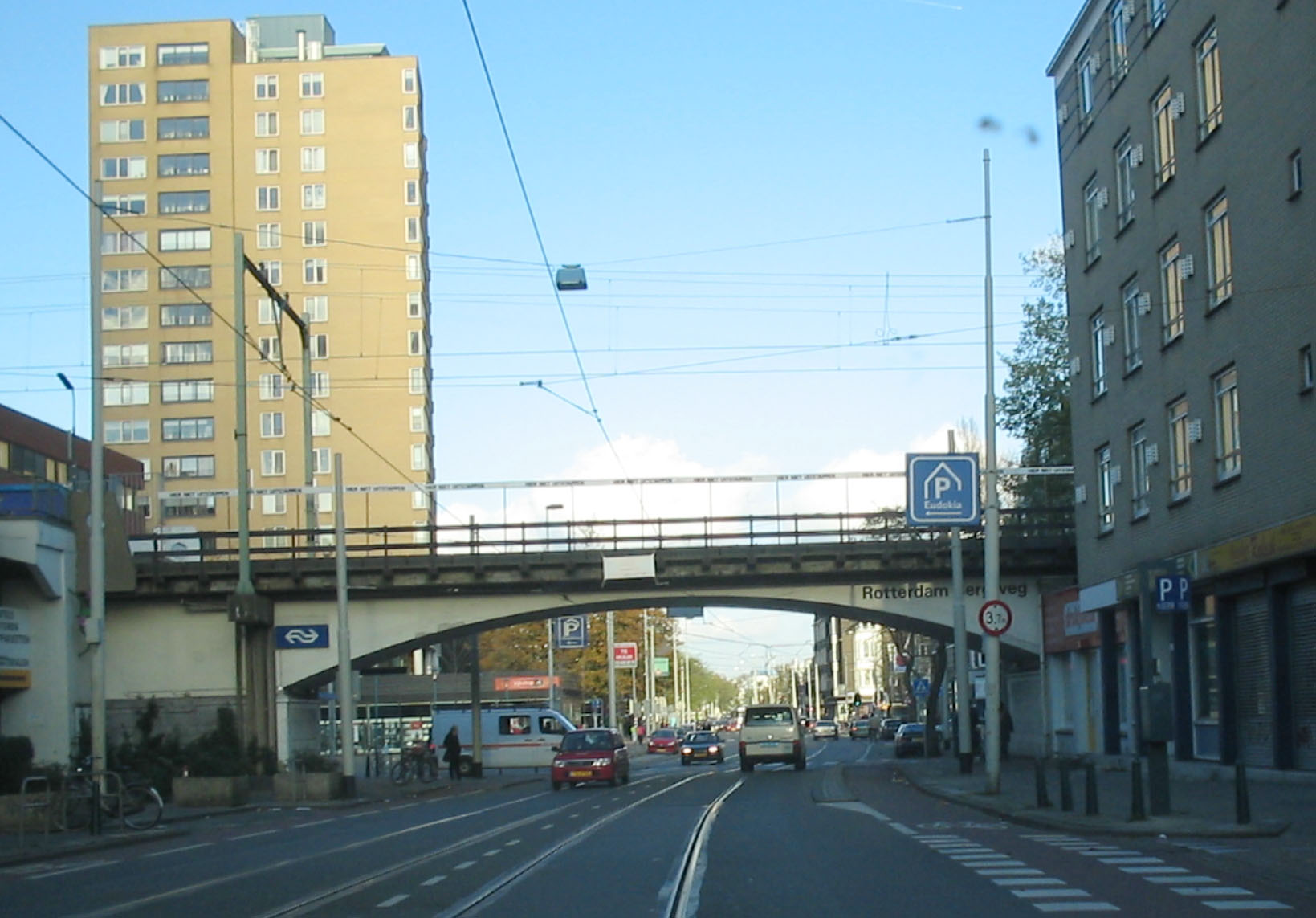
Spoorviaduct over Bergweg met het station links, 2005

Het station Rotterdam Bergweg is gesloten per 3 juni 2006. Vanaf die datum werd de Hofpleinlijn niet meer geëxploiteerd door de NS, en werd de lijn aangepast voor de metro's van RandstadRail. Van 10 september 2006 tot 17 augustus 2010 exploiteerde de RET de dienst op dit gedeelte van de Hofpleinlijn, maar op station Bergweg werd niet meer gestopt.
Het station Rotterdam Bergweg was verouderd. Het was te duur om het station voor de periode tot de ingebruikname van de metrotunnel (het zogenoemde Statenwegtracé) tussen station Melanchthonweg (de vervanger van het voormalige station Kleiweg) en Centraal Station geschikt te maken voor RandstadRail. Dagelijks kende het station ongeveer 200 instappers. Sinds de ingebruikname van het ondergrondse Randstadrailtracé, is het spoor weggenomen bij de kruising van de A20. Daardoor is het oude Hofpleintracé niet meer verbonden met het overige spoornet.

## Hergebruik als Station Bergweg
Het stationsgebouw is uiterlijk zo veel mogelijk gerestaureerd als onderdeel van het project Hofbogen en aangepast voor hergebruik naar een initiatief/ontwerp uit 2006 van de architecten Rogier Janssen en Alex Jager van bureau JagerJanssen. Hierbij werden de gevels open gewerkt met nieuwe puien, en werd met interne aanpassingen de bogenstructuur en het ruimtelijk geheel meer herkenbaar en beleefbaar gemaakt. De naam van het gebouw is tegenwoordig "Station Bergweg".

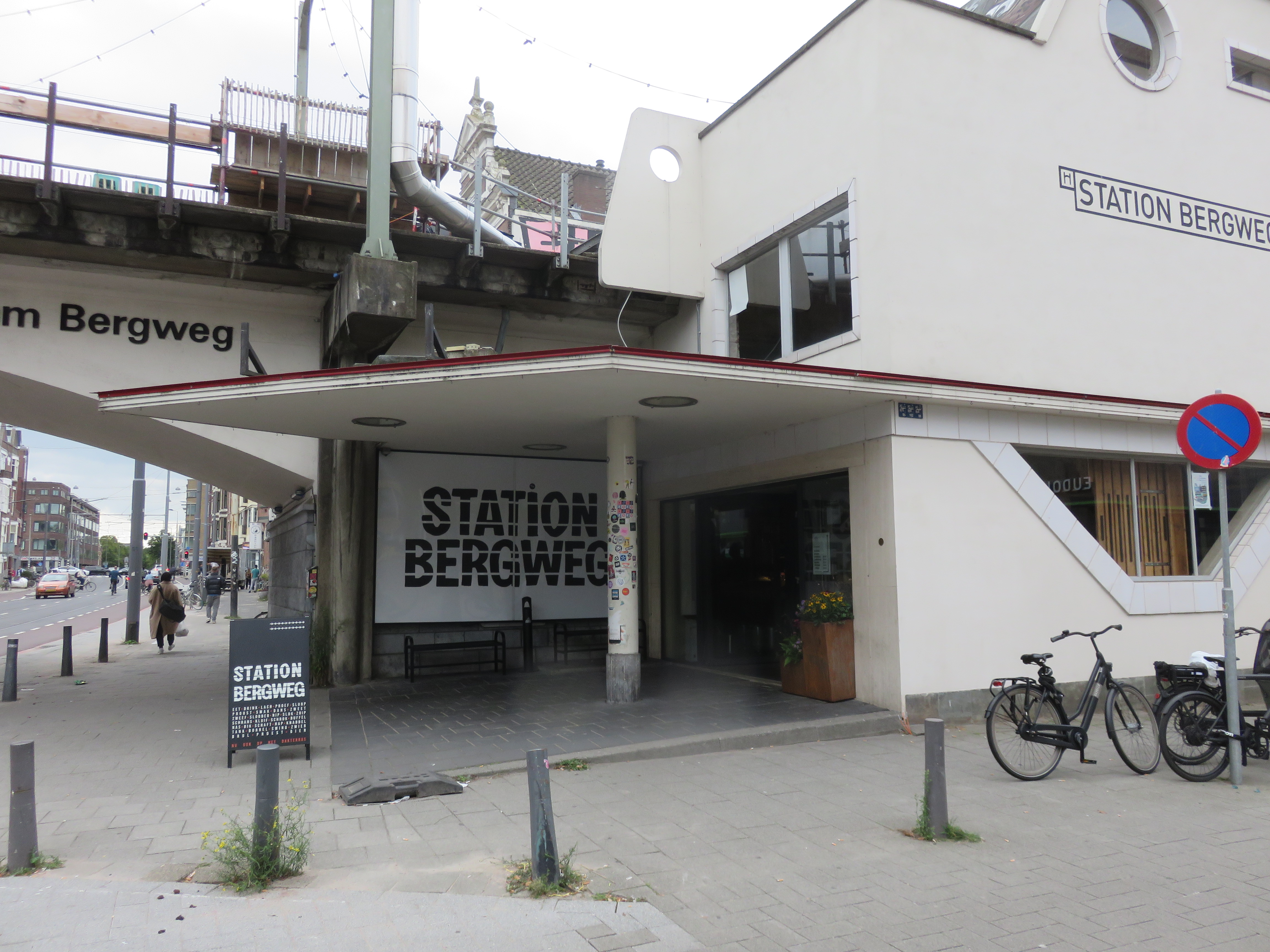
Station Bergweg Entree aan Bergweg
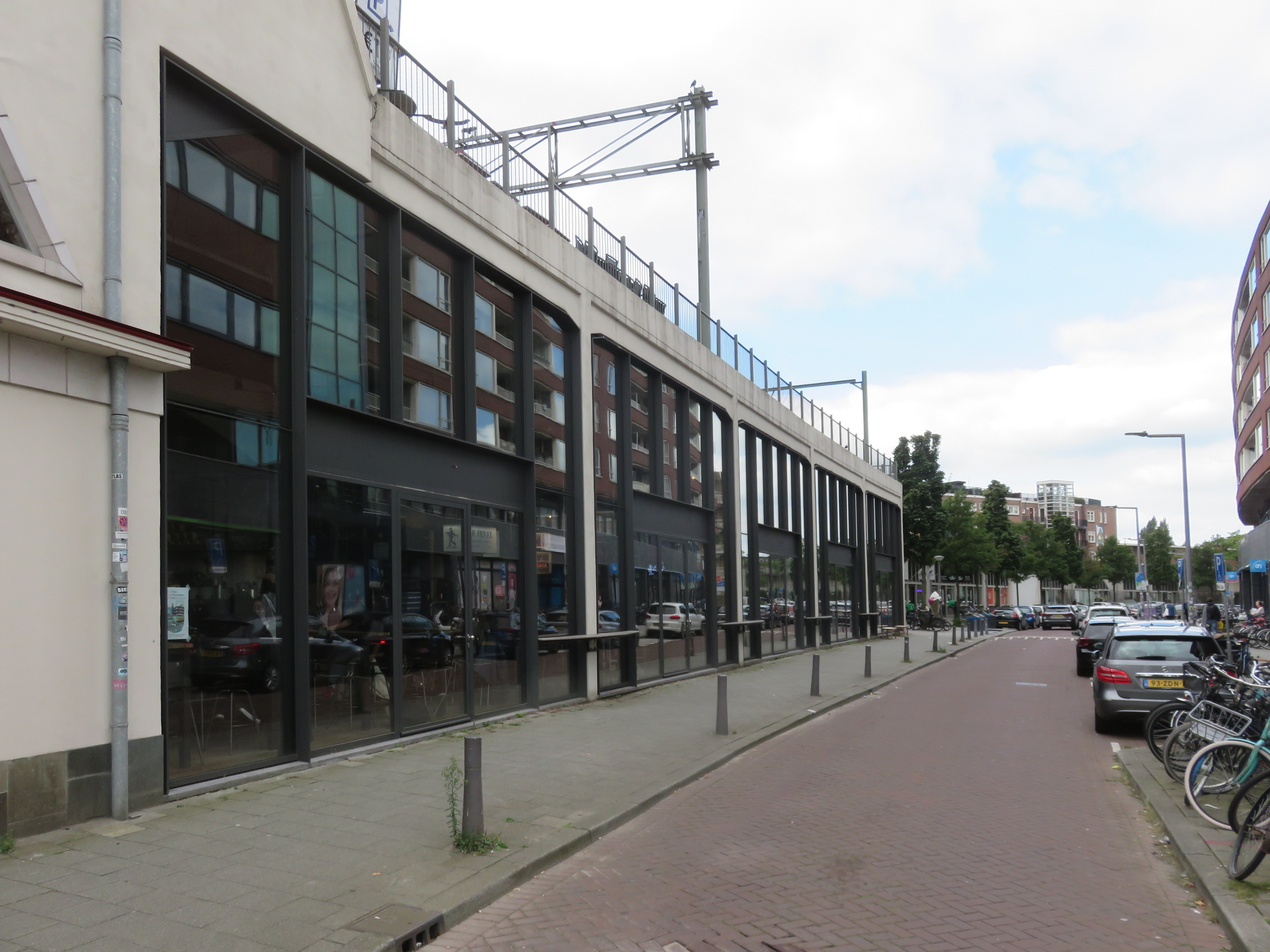
Station Bergweg, zijgevel achterste deel
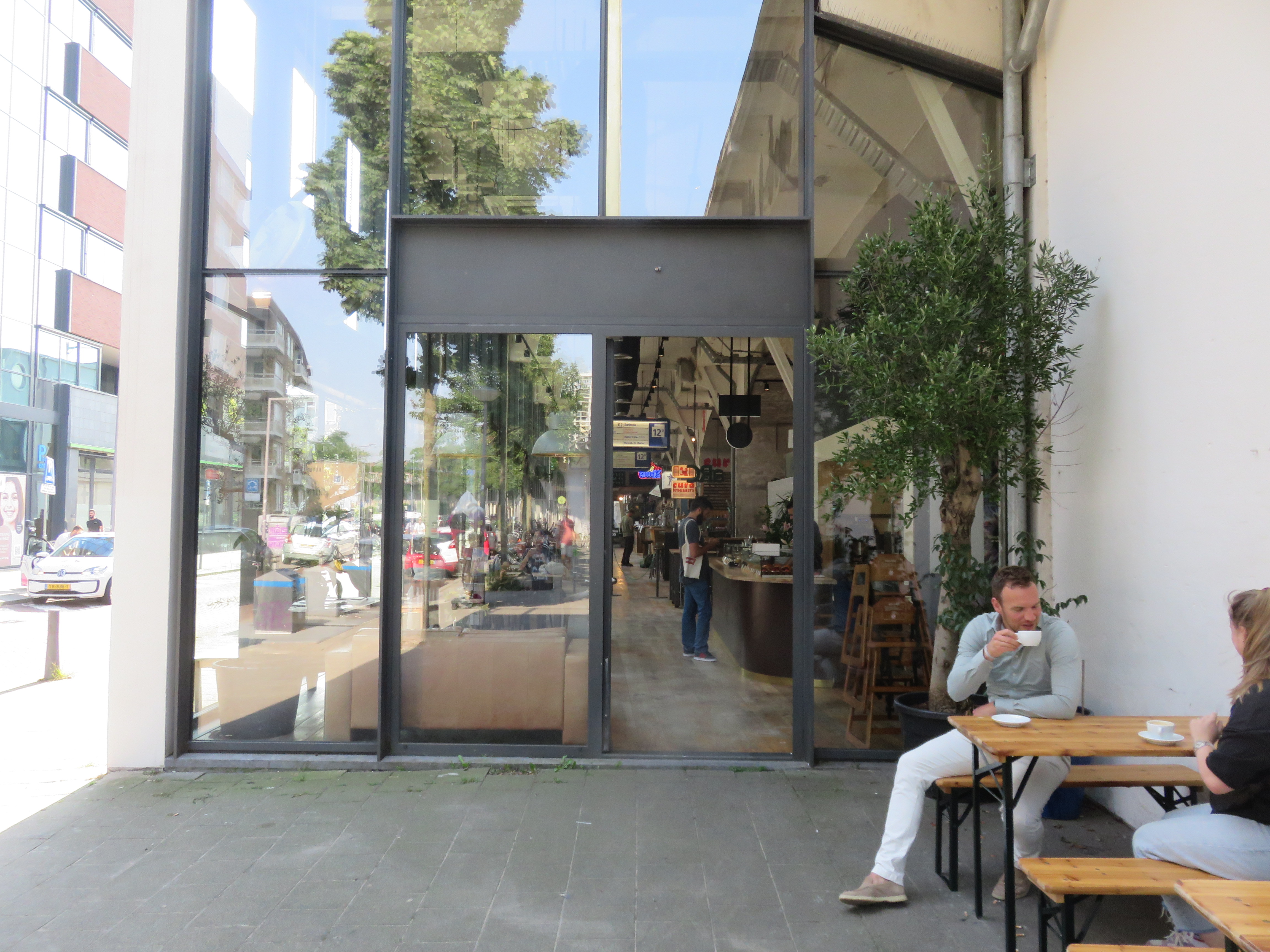
Station Bergweg, achteringang aan Voorburgstraat
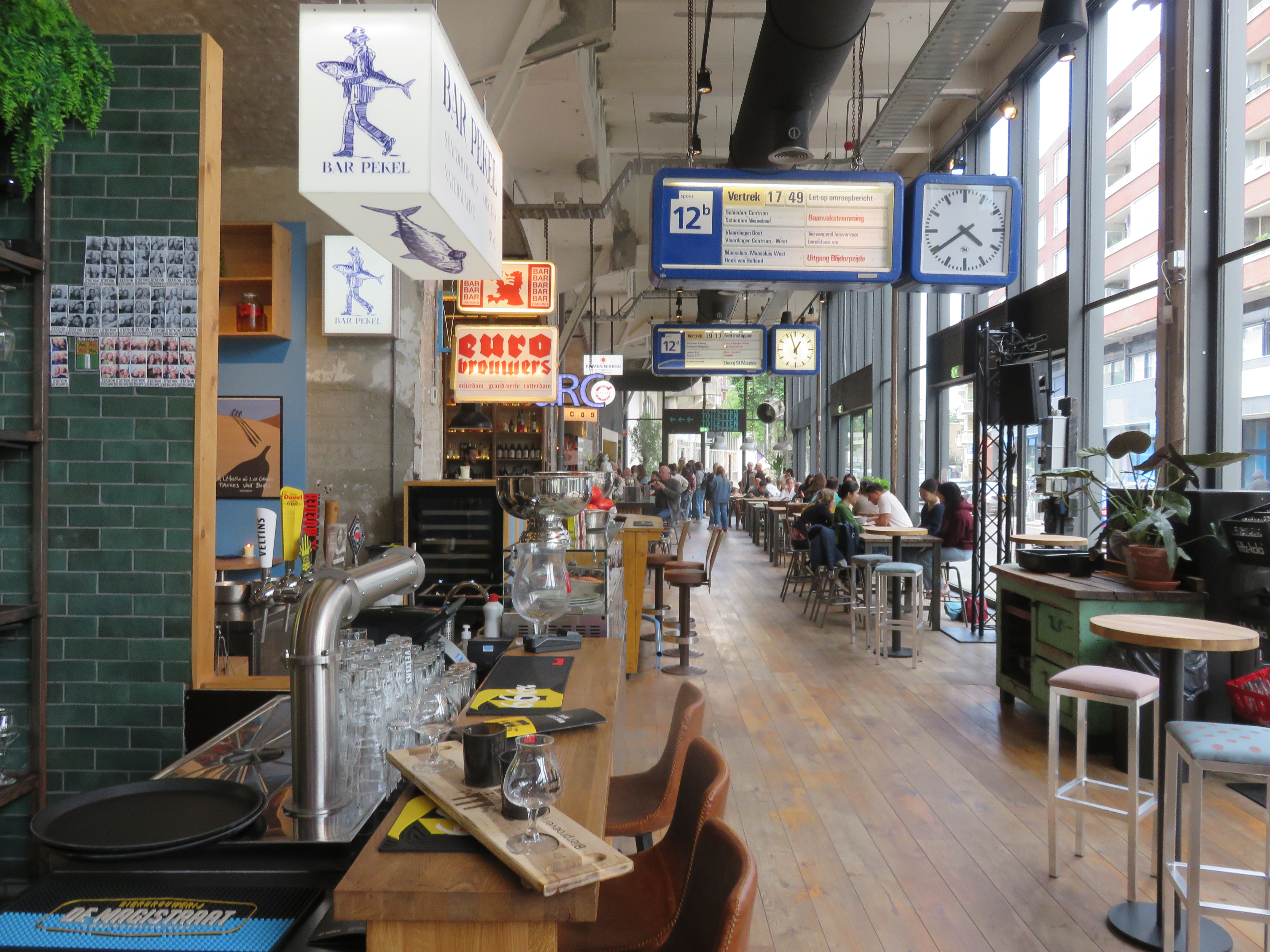
Station Bergweg interieur foodhal

De restauratie werd uitgevoerd onder het beheer van Bureau Polderman, en was in 2015 afgerond. Er vestigde zich een restaurant van de pizzaketen Happy Italy. Bij de inrichting van het interieur zijn verwijzingen aangebracht naar het spoorse verleden, o.a. met oude CTA-bakken (die op dit station overigens nooit gehangen hebben). In 2016 werd dit herontwerp genomineerd voor de Rotterdamse Architectuurprijs. Sinds januari 2024 is in het station een foodhal gevestigd, waarvoor het interieur nogmaals specifiek is aangepast.